# 307 هـ
307 هـ هي سنة في التقويم الهجري امتدت مقابلةً في التقويم الميلادي بين سنتي 919 و920.

## وفيات
- ابن الجارود
- الأفشين (نحوي)
- محمد بن هارون الروياني
- أبو يعلى الموصلي
- ذكا الأعور
- زكريا الساجي